# سليمان ابن أبي ظبية الإصبعي
الشيخ سليمان بن علي بن سليمان بن راشد بن أبي ظبية الإصبعي الشاخوري البحراني (ت. 1011 هـ). هو رجل دين وفقيه شيعي بحراني من أهل قرية أبو صيبع التي إليها نسبة الإصبعي، ثم أُضيف له لقب الشاخوري نسبة إلى قرية الشاخورة التي انتقل للسكن فيها، والبحراني نسبةً إلى البحرين كما هو واضح.
وكان الإصبعي معاصراً كسليمان الماحوزي، وأحمد بن إبراهيم آل عصفور. والإصبعي ينتسب فكرياً للمدرسة الأصولية - التي يُقال عنها الاجتهادية كذلك، والتي يُقابلها الأخبارية -، فقد ترجم له يوسف البحراني في كتابه لؤلؤة البحرين واصفاً إياه بأنه كان ”مجتهداً صرفاً“. وقد ورد اسمه بالثناء والتعظيم في عدد من الكتب والمصادر التي ترجمت له، ومنها أمل الآمل للحر العاملي،(1) وأنوار البدرين لعلي البلادي.(2)

## مصنفاته
ذكر في بعض المصادر التي ترجمت له من المصنفات والآثار:
| - تحريم صلاة الجمعة في زمن الغيبة. - تحليل التتن والقهوة. ذكرها يوسف البحراني في ترجمته له في اللؤلؤة، وقال أن هذه الرسالة كُتبت: ”رداً على بعض علماء الأخباريين القائلين بتحريمهما“، وعنه نقل الطهراني في الذريعة. - أصول الدين. رسالة في علم الكلام. | - رسالة في تحليل السمك جملة. أوردها بهذا الاسم يوسف البحراني في لؤلؤة البحرين، وعنه نقل آغا بزرگ الطهراني في الذريعة الذي علَّق بأنه يقصد تحليل السمك كله حتى الذي ليس له فَلَسْ، فيما اشتبه البلادي في ذكر اسم الرسالة فذكرها بقوله رسالة في تحريم السمك جملة، وبين أنه لم يكن مطلعاً عليها؛ فمن هنا وقع الاشتباه. |

## الهوامش
- 1 - كان الحر العاملي معاصراً لابن أبي ظبية الإصبعي، وقد ترجم له في أمل الآمل ترجمة مختصرة، قال عنه فيها: ”الشيخ سليمان بن علي البحراني الشاخوري. فاضل فقيه علامة من المعاصرين“.[8]

- 2 - أفرد البلادي ترجمة للأصبعي في كتابه أنوار البدرين قائلاً عنه: ”العلامة الفقيه الكامل رفيع الشأن الشيخ سليمان بن علي بن سليمان ابن أبي ظبية“.[2]

## وصلات خارجية
- مركز الهدى للدراسات الإسلامية | الشيخ سليمان بن علي بن أبي ظبية البحراني الإصبعي